# 水城通り

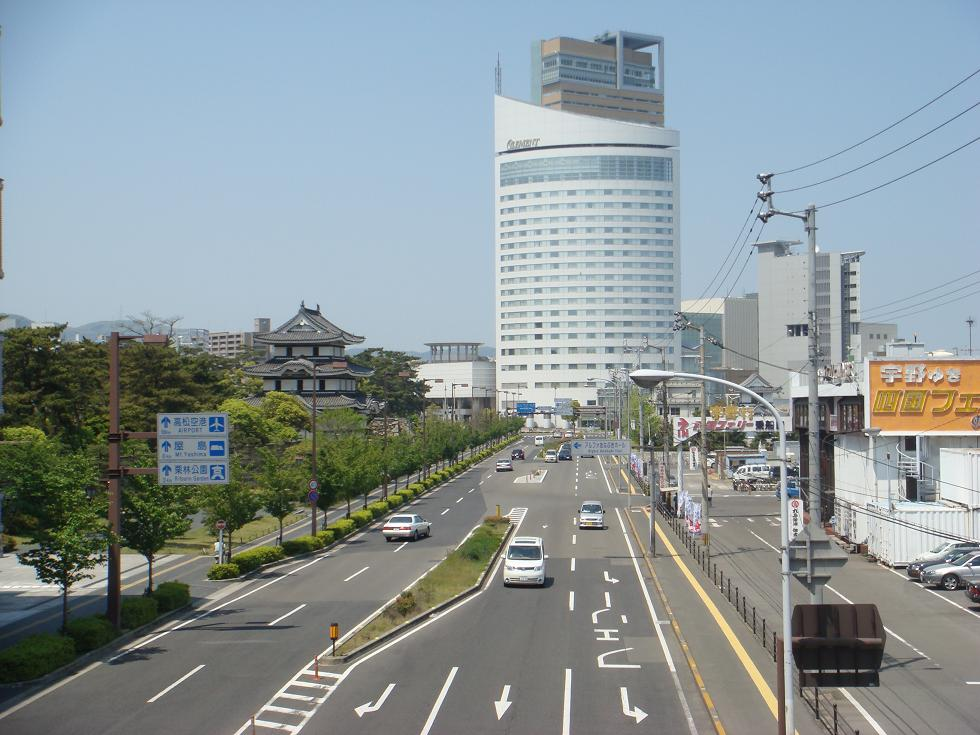
国道フェリー乗り場前歩道橋から撮影。写真左が高松城跡（玉藻公園）。正面はJRホテルクレメント高松。

水城通り（みずきどおり）は、香川県高松市北浜町の旧宇高国道フェリー乗り場前から高松市寿町一丁目のサンポート高松玉藻交差点までに至る国道30号（全区間で国道436号が重複）の愛称。
愛称の由来は、通りのすぐ南に日本三大水城の一つ高松城（玉藻城）址があることによるもので、制定は1988年1月28日。かつて高松城の北側の城壁は瀬戸内海に直接面していたが、明治時代に高松市による高松港の整備事業により埋め立てられ、その後現在の水城通りにあたる道路が建設された。通りの高松港側の沿線には宇高航路のフェリー乗り場などが設置されていた。

## 交差・接続する主な道路
- フェリー通り　宇高国道フェリー前交差点
- 中央通り サンポート高松玉藻交差点

## 沿線・周辺の施設
- 高松港（サンポート高松）
- 香川県県民ホール（アルファあなぶきホール）
- 高松城（玉藻公園）
- 北浜alley
- 高松築港駅
- 高松駅